# کاخ ثابت پاسال
کاخ ثابت پاسال که با نام کاخ ورسای ایران یا قصر سنگی هم شناخته می‌شود در آغاز متعلق به حبیب‌الله ثابت (معروف به ثابت پاسال) سرمایه‌دار نامور ایرانی بهائی در پیش از انقلاب ۱۳۵۷ ایران بود که پس از انقلاب مصادره شد. این ساختمان با بیش از ۱۱ هزار و ۵۴۳ متر مربع مساحت، به‌عنوان بزرگ‌ترین خانهٔ تهران در انتهای شمالی خیابان جردن (آفریقا یا نلسون ماندلا) تقاطع خیابان طاهری و روانپور در منطقهٔ امانیه تهران جای گرفته است و معماری آن از روی الگوی معماری قصر پتی تریانو (تریانوی کوچک) در کاخ ورسای ساخته شده است.
کاخ ثابت پاسال پیش از انقلاب، گران‌ترین و بزرگ‌ترین خانهٔ شهر تهران بود. به‌طوری‌که ارزش آن در آن زمان ۱۵ میلیون دلار آمریکا برآورد شده بود.

## معماری
اگرچه ساخت بنا در سال ۱۳۴۰ (خورشیدی) به پایان رسید، اما با در نظر گرفتن جریان‌های رایج معماری در جهان و حتی در ایران دهه ۱۳۴۰ این بنا به‌هیچ‌وجه به جنبش‌های معماری معاصر و حتی انبوه خانه‌های مدرن که در خیابان پهلوی ساخته می‌شدند همانندی نداشت.
کاخ ثابت پاسال یک استخر بزرگ دارد و یک جریان آب، مانند معماری سنتی ایرانی از زیر خانه رد می‌شود. یک تئاتر روباز کوچک در بخشی از باغ در نظر گرفته شده است. به موازات باغ و از در ورودی خودروها یک پارکینگ بزرگ برای مهمانی‌های شبانه، طراحی شده که نشان کمی از سلیقه دارد و به پارکینگ یک مرکز خرید می‌ماند. زیربنای خانه نزدیک به دو هزار متر مربع در دو طبقه اصلی و یک طبقه زیرزمین است.
گفته می‌شود این خانه از روی اقامتگاه سده هجدهمی مادام دو باری و بعدها ماری آنتوانت، قصر پتی تریانو (تریانوی کوچک) در کاخ ورسای ساخته شده که آنژ-ژاک گابریل آن را طراحی کرده است. اما در واقع شباهت‌های این دو بنا به همدیگر، مانند هر دو بنای نئوکلاسیک دیگر، شباهت عام است؛ شمار زیادی از ساختمان‌ها با سبک معماری تریانو در آمریکا، برزیل و رومانی وجود دارند که شباهتشان به مراتب بیش‌تر است. نمای اصلی عمارت ثابت شباهتی انکارناپذیر به نمای جنوبی کاخ سفید دارد که یکی از مشهورترین بناهای نئوکلاسیک محسوب می‌شود.
آذین‌های درونی این خانه کار شرکت فرانسوی مزون ژانسِن بود که از اواخر سده ۱۹ (میلادی) برای ثروتمندان و خانواده‌های پادشاهی، طراحی داخلی می‌کرد. بزرگ‌ترین پروژه این شرکت در ایران طراحی خیمه‌های جشن‌های ۲۵۰۰ ساله شاهنشاهی ایران بود. ثابت از حدود ده سال پیش از ساخت این خانه با شرکت ژانسِن (که در ۱۹۷۳ تعطیل شد) آشنایی داشت و حتی در ۱۹۵۰ از ژول لِلو که برای مزون ژانسن کار می‌کرد خواست تا آپارتمانش را در نیویورک طراحی کند.
بر پایه دیگر کارهای مزون ژانسن در آن دوره می‌شود گمان برد که در داخل عمارت، پرده‌های ضخیم و تیره (که از بلژیک آورده شده بودند) که از زیر سقف تا کف کشیده شده‌اند. سقف با گچ‌بری کلاسیک اما ساده و بدون ازدحام، دیوارها با کاغذ دیواری بدون طرح و رنگی که با پرده‌ها تناسب دارند، شومینه‌های بزرگ اما ساده با دورکاری سنگ مرمر و مجسمه‌های کلاسیک (با سنگ‌تراشیهای روح‌الله میرزائی). درهای چوبی سنگین، متعلق به یک قصر فرانسوی بودند و دور آنها گچ‌کاری با طرح گل بود.

## پس از انقلاب
پس از انقلاب ۵۷، صادق خلخالی، کاخ ثابت پاسال را مصادره کرد. او در خاطراتش می‌نویسد:
«بعد از تابستان ۶۰ که دیگر کم‌کم کار رسیدگی به پرونده‌های وابستگان طاغوت کم شده بود، نزد امام رفتم و بعد از اینکه کمی از محاکمه اعضای گروه‌های سیاسی ضدانقلاب گفتم، از وضعیت فساد و مواد مخدر صحبت کردم و اینکه الان باید در این مورد هم انقلابی عمل کنیم. امام فرمودند بروید و مسئولیت این کار را به دست بگیرید. از جماران که بیرون آمدم یکراست رفتم به خلوت‌ترین خانه‌ای که سراغ داشتم؛ خانه‌ای بزرگ که قبلاً به ثابت پاسال تعلق داشت و از همان‌جا به دادستانی انقلاب زنگ زدم و گفتم بروید هر چه قاچاقچی مواد مخدر می‌شناسید دستگیر کنید. شب نشده بود که زیرزمین و انباری‌های خانه پر زندانی شده بود.»
گفته می‌شود این خانه پس از انقلاب در اختیار برخی نهادهای امنیتی بوده است. مدتی قاچاقچیان مواد مخدر را در آن بازداشت موقت و محاکمه کردند و اندکی بعد روسپیان زن نجات داده شده از شهر نو را در آن سامان دادند. مدتی بعد، ادارهٔ اطلاعات برای رسیدگی به امور کسانی که گذرنامه آنها توقیف شده بود این خانه را در دست گرفت. حتی در این زمان نیز سرنوشت خانه با مفهوم حصر و محدودیتِ حرکت پیوند خورد.

## وضعیت کنونی

### تخریب
در سال ۱۳۹۳ معاون شهرسازی و معماری وزارت راه و شهرسازی گفت که دستور توقف موقت عملیات تخریب کاخ ثابت پاسال صادر شده، اما به گفته معاون سازمان میراث فرهنگی، صنایع دستی و گردشگری استان تهران برای نگهداشت و حفاظت از کاخ ثابت پاسال و برای ثبت آن در فهرست آثار ملی کشور، نیاز است که گزارش کاملی از این بنا آماده شود. اما تا آن هنگام، کارشناسان سازمان میراث فرهنگی به کاخ ثابت پاسال راه نیافته‌اند و از ورود آن‌ها به ساختمان جلوگیری شده است.در مقابل، مدیر بافت‌های تاریخی شهرداری تهران با بیان این که شهرداری تهران اجازه صدور مجوز تخریب برای هیچ بافت تاریخی را ندارد ادعا کرد صدور مجوز تخریب کاخ ثابت پاسال توسط سازمان میراث فرهنگی صادر شده است.
بر پایه برخی گزارش‌ها درختان این خانه بزرگ خشکانده شده و قرار است با تخریب آن یک برج تجاری بلند ساخته شود. در پاییز ۱۳۹۳ رئیس سازمان نظام مهندسی ساختمان در واکنش به خبر تخریب این بنا با نوشتن نامه‌ای به وزیر راه و شهرسازی با اعتراض به تخریب این کاخ، گفت: «بی‌شک ساخت برجی ۹ طبقه با کاربری تجاری، بی‌توجهی به توصیه اکید بزرگان نظام مبنی بر حفظ هویت تهران است.»
در دی ۱۳۹۳ محمد حقانی عضو شورای اسلامی شهر تهران با بیان اینکه شورای شهر به لحاظ قانونی در این زمینه نمی‌تواند کاری کند گفت: «خاضعانه و برادرانه از شهردار تهران خواهش می‌کنم که مانع تخریب این ساختمان و تغییر کاربری آن به یک مجموعه تجاری شود؛ زیرا این ساختمان یک سرمایه فرهنگی و از جاذبه‌های گردشگری شهر تهران است.»
همچنین در آخرین اخبار، مهدی چمران، رئیس شورای شهر تهران اعلام کرد که «پیشنهاد شورای شهر به جای حفظ گران‌ترین خانه تهران، ساخت مسجد است. البته باید در این مکان فرهنگی بخش تجاری فعال شود تا مکان فرهنگی بتواند هزینه‌های خود را در بیارد.»

### ثبت ملی
در روز چهارشنبه ۳۱ خرداد ۱۳۹۶ مراتب ثبت ملی خانه ثابت در نامه‌ای از سوی معاون رئیس‌جمهور و رئیس سازمان میراث‌فرهنگی، صنایع‌دستی و گردشگری به استاندار تهران ابلاغ شد.
بر پایه این ابلاغیه «خانه ثابت (معروف به کاخ ثابت پاسال)» تحت حفاظت و نظارت این سازمان است و هر گونه دخل و تصرف یا اقدام عملیاتی که منجر به تخریب یا تغییر هویت آن شود جرم انگاشته می‌شود و مرتکب مشمول مجازات‌های قانونی خواهد شد و بازسازی اثر صرفاً با تأیید و نظارت این سازمان ممکن خواهد بود. پس از آن در سال ۱۳۹۸ قرار بر این شد که این کاخ بازسازی شود و به عنوان هتل مورد استفاده قرار گیرد.

### رأی دیوان عدالت اداری
در مرداد ۱۳۹۹ رأی تجدیدنظر دیوان عدالت اداری به نفع وزارت میراث فرهنگی، صنایع دستی و گردشگری صادر شد و ثبت بنا در فهرست آثار ملی بدون مشکل اعلام شد.